# Малая Мечетня
Малая Мечетня (укр. Мала Мечетня) — село в Кривоозерском районе Николаевской области Украины.
Население по переписи 2001 года составляло 760 человек. Почтовый индекс — 55122. Телефонный код — 5133. Занимает площадь 3,437 км².

## Местный совет
55122, Николаевская обл., Кривоозерский р-н, с. Малая Мечетня, ул. Центральная, 100